# Carl Crawford
Pour les articles homonymes, voir Crawford.
Carl Demonte Crawford (né le 5 août 1981 à Houston, Texas, États-Unis), est un joueur de champ extérieur qui joue dans la Ligue majeure de baseball de 2002 à 2016.
Crawford a participé au match des étoiles en 2004, 2007, 2009 (dont il a été nommé joueur par excellence) et 2010. Il a remporté un Gant doré pour son excellence en défensive à sa position et un Bâton d'argent pour ses aptitudes en offensive.
Crawford est le meneur des ligues majeures pour les triples parmi les joueurs en activité. Après la saison 2015, il compte presque autant de coups de trois buts (122) que de coups de circuit (136). Il partage avec deux joueurs le record du baseball de six buts volés dans un même match.

## Carrière

### Rays de Tampa Bay

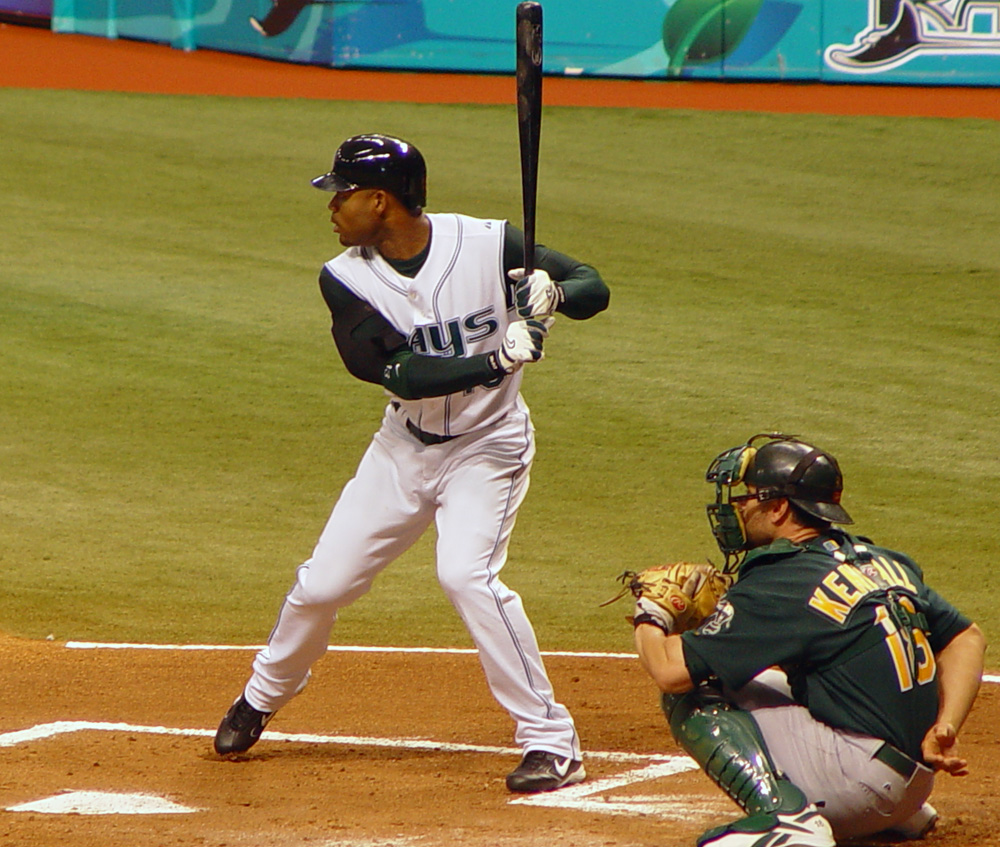
Crawford en 2005 avec les Rays.

Après des études secondaires à la Davis High School de Houston (Texas), Carl Crawford est repêché le 2 juin 1999 par les Devil Rays de Tampa Bay au deuxième tour de choix. Il passe trois saisons en Ligues mineures avant d'effectuer ses débuts en Ligue majeure le 20 juillet 2002. Il est le quatrième plus jeune joueur aligné cette saison-là.
Le 3 mai 2009, Carl Crawford parvient à voler six buts au cours du match, établissant un nouveau record de franchise et égalant un record de l'ère moderne du baseball partagé par Eddie Collins (qui réalisa deux fois l'exploit) et Eric Young.
Il participe à la parties d'étoiles en 2004, 2007, 2009 et 2010 et est nommé joueur par excellence du match d'étoiles de 2009.
Il remporte en 2010 son premier Gant doré pour son excellence en défensive au champ extérieur et le Bâton d'argent, une autre première, pour son excellence en offensive.
Crawford a remporté quatre fois le championnat des vols de buts dans la Ligue américaine : en 2003 avec 55, en 2004 avec 59, en 2006 avec 58, et enfin en 2007 avec 50 buts volés. Il a dominé les Ligues majeures pour les triples avec 19 durant la saison 2004, puis s'est classé premier à ce chapitre dans l'Américaine en 2005 (15 triples), 2006 (16 triples) et 2010 (13 triples). Après la saison 2010, il est le meneur parmi les joueurs en activité dans les majeures pour le nombre de coups de trois buts en carrière, avec 105.

### Red Sox de Boston
En décembre 2010, Carl Crawford rejoint pour sept saisons les Red Sox de Boston, avec qui il signe un contrat de 142 millions de dollars.
Il est critiqué pour ses performances qui ne sont pas à la hauteur des attentes en 2011,, surtout que son arrivée est célébrée au sein d'un club aspirant aux plus grands honneurs et qui faillit lamentablement en fin de saison. Sa moyenne au bâton enregistre une chute notable, tombant à ,255. Il joue 24 parties de moins que la saison précédente à Tampa Bay mais la plupart de ses statistiques offensives démontrent une production sous sa moyenne habituelle : 56 points produits (34 de moins qu'en 2010), 65 points marqués (45 de moins) et 18 buts volés (29 de moins).
Il subit une opération de type Tommy John le 21 août 2012 pour soigner une blessure chronique au ligament collatéral ulnaire, mettant fin à sa saison. Crawford frappe pour ,282 avec 19 points produits et 5 buts volés en seulement 31 matchs pour les Red Sox en 2012. Blessé en début d'année, il n'a rejoint l'équipe que le 16 juillet.
Le 25 août 2012, Crawford passe aux Dodgers de Los Angeles en compagnie du joueur de premier but Adrian Gonzalez, du lanceur droitier Josh Beckett et du joueur de troisième but Nick Punto. Boston reçoit en retour le premier but James Loney, le joueur de deuxième but Iván DeJesús, le lanceur droitier Allen Webster et deux joueurs à être nommés plus tard (Rubby De La Rosa et Jerry Sands).

## Vie personnelle
Carl Crawford est un cousin du joueur de baseball J. P. Crawford.

## Statistiques
| Saison | Équipe      | G    | AB   | R   | H    | 2B  | 3B  | HR  | RBI | SB  | BA    |
| ------ | ----------- | ---- | ---- | --- | ---- | --- | --- | --- | --- | --- | ----- |
| 2002   | Tampa Bay   | 63   | 259  | 23  | 67   | 11  | 6   | 2   | 30  | 9   | 0,259 |
| 2003   | Tampa Bay   | 151  | 630  | 80  | 177  | 18  | 9   | 5   | 54  | 55  | 0,281 |
| 2004   | Tampa Bay   | 152  | 626  | 104 | 185  | 26  | 19  | 11  | 55  | 59  | 0,296 |
| 2005   | Tampa Bay   | 156  | 644  | 101 | 194  | 33  | 15  | 15  | 81  | 46  | 0,301 |
| 2006   | Tampa Bay   | 151  | 600  | 89  | 183  | 20  | 16  | 18  | 77  | 58  | 0,305 |
| 2007   | Tampa Bay   | 143  | 584  | 93  | 184  | 37  | 9   | 11  | 80  | 50  | 0,315 |
| 2008   | Tampa Bay   | 109  | 443  | 69  | 121  | 12  | 10  | 8   | 57  | 25  | 0,273 |
| 2009   | Tampa Bay   | 156  | 606  | 96  | 185  | 28  | 8   | 15  | 68  | 60  | 0,305 |
| 2010   | Tampa Bay   | 154  | 600  | 110 | 184  | 30  | 13  | 19  | 90  | 47  | 0,307 |
| 2011   | Boston      | 130  | 506  | 65  | 129  | 29  | 7   | 11  | 56  | 18  | 0,255 |
| 2012   | Boston      | 31   | 117  | 23  | 33   | 10  | 2   | 3   | 19  | 5   | 0,282 |
| 2013   | Los Angeles | 116  | 435  | 62  | 123  | 30  | 3   | 6   | 31  | 15  | 0,283 |
| 2014   | Los Angeles | 105  | 343  | 56  | 103  | 14  | 3   | 8   | 46  | 23  | 0,300 |
| Totaux | Totaux      | 1617 | 6393 | 971 | 1868 | 298 | 120 | 132 | 744 | 470 | 0,292 |

| Saison | Équipe      | G  | AB  | R  | H  | 2B | 3B | HR | RBI | SB | BA    |
| ------ | ----------- | -- | --- | -- | -- | -- | -- | -- | --- | -- | ----- |
| 2008   | Tampa Bay   | 16 | 62  | 9  | 18 | 3  | 1  | 2  | 8   | 7  | 0,290 |
| 2010   | Tampa Bay   | 5  | 21  | 1  | 3  | 0  | 0  | 1  | 1   | 1  | 0,143 |
| 2013   | Los Angeles | 10 | 42  | 8  | 13 | 1  | 0  | 4  | 6   | 1  | 0,310 |
| 2014   | Los Angeles | 4  | 17  | 2  | 5  | 1  | 0  | 0  | 1   | 0  | 0,294 |
| Totaux | Totaux      | 35 | 142 | 20 | 39 | 5  | 1  | 7  | 16  | 9  | 0,275 |

Note : G = Matches joués ; AB = Passages au bâton; R = Points ; H = Coups sûrs ; 2B = Doubles ; 3B = Triples ; 
HR = Coup de circuit ; RBI = Points produits ; SB = Buts volés ; BA = Moyenne au bâton.